# 西山牧場
株式会社西山牧場（にしやまぼくじょう）は、北海道沙流郡日高町に本場を置く競走馬の育成牧場。

## 概要
かつては、北海道勇払郡むかわ町（旧：鵡川町）汐見に本場として競走馬（サラブレッド）の生産牧場を置いており、日本を代表するオーナーブリーダーとして活動。以前は日本中央競馬会（JRA）に「有限会社西山牧場」名義で、地方競馬全国協会（NAR）で「株式会社西山牧場」名義で馬主登録されていた。勝負服の柄は黄、青三本輪、白袖で、冠名は「ニシノ」、「セイウン」、「セント」、「ブランド」、「シロー」、「チヨノ」、「アマノ」を使用していた。
関連施設の項の育成部門は現在も活動を続けており、日高町富川西の育成センターにはニシノフラワーとセイウンスカイの墓がある。

## 歴史
1966年に田中彰治の経営していた田中牧場を西山正行が買収し開場。400ヘクタールという敷地面積は単一場所としては日本最大であった。
1973年には自らが輸入した種牡馬・マタドアが輩出した、スプリンターズステークスを勝ったキョウエイグリーンや、スプリンターズステークス連覇をしたサクライワイなどの活躍により、社台グループのリーディングブリーダーを10年連続でストップさせ、初のリーディングを記録した。
だが、その後は導入した種牡馬がことごとく失敗だった影響などで成績が低迷（ただし1992年にはニシノフラワーの活躍などにより中央競馬生産者ランキングで2位となっている）。1990年代以降は繁殖牝馬を減らし、種付け相手も社台グループのものなどに切り替えるなど少数精鋭方式に改めた。しかしそれでも成績が向上せず、2007年にはリーディング17位に低迷していた。

## 主な生産馬
- タイホウシロー（1972年セントライト記念）
- キョウエイアタック（1973年中日新聞杯）
- サクライワイ（1973年函館3歳ステークス、1974年スプリンターズステークス、1975年安田記念、スプリンターズステークス）
- キョウエイグリーン（1973年スプリンターズステークス、1974年安田記念）
- フェアスポート（1975年京成杯3歳ステークス）
- ツアールターフ（1975年福島記念）
- リキアイオー（1979年東京4歳ステークス、弥生賞、スプリングステークス）
- サクラエイリュウ（1979年ステイヤーズステークス、1980年七夕賞）
- キタノリキオー（1981年目黒記念（春）、中山記念、札幌記念）
- サクラゲキリユウ（1981年新潟グランプリ）
- ニシノチェニル（1982年小倉大賞典）
- マックスファイアー（1982年北海道3歳ステークス）
- ニシノライデン（1984年京都新聞杯、1985年鳴尾記念、阪神大賞典、1987年大阪杯）
- サクラススム（1984年シアンモア記念）
- ニシノイブ（1985年CBC賞）
- ドルサスポート（1987年ダイヤモンドステークス）
- プレジデントシチー（1987年朝日チャレンジカップ、1988年小倉記念、1990年ブリーダーズゴールドカップ）
- アイアンシロー（1988年金杯（東））
- メディアシロー（1990年三条記念）
- シローランド（1991年大井・金盃）
- ニシノフラワー（1991年札幌3歳ステークス、デイリー杯3歳ステークス、阪神3歳牝馬ステークス、1992年桜花賞、スプリンターズステークス、1993年マイラーズカップ）
- ブランドアート（1992年フラワーカップ）
- シローウイルソン（1993年しもつけさつき賞）
- セントアトラス（1997年上山城大賞典など）
- セイウンスカイ（1998年皐月賞、京都大賞典、菊花賞、1999年日経賞、札幌記念）
- ニシノハナグルマ（2002年フローラステークス）
- オーミヤボレロ（2005年吉野ヶ里記念）
- ニシノチャーミー（2006年函館2歳ステークス）
- ニシノフィクサー（2007年スプリング争覇）
- ニシノナースコール（2009年エンプレス杯）
- ニシノブルームーン（2010年中山牝馬ステークス）

## 主な所有馬
- セイウンスカイ（牧場名義の成績は、1999年日経賞、札幌記念）
- ニシノハナグルマ（成績は上記参照）
- アイテイシロー（京都牝馬特別）

## 過去の繋養馬
種牡馬
- アワバブー
- オーロイ
- ケラチ[3]
- ザラズーストラ
- シェリフズスター[3]
- シェルシュールドール[3]
- シャンペンチャーリー
- シルクテンザンオー
- スカラマンガ
- スターアッフェアー
- セイウンスカイ
- セントビートル[3]
- ダイコーター
- タンディ
- デビスシロー[4]
- ニシノエイカン[5]
- ニシノエトランゼ
- ニシノシーザー
- ニシノノーザン
- ニシノミラー[3]
- ニシノライデン[3]
- ニシノリファード[3]
- ファーストドーン
- フォワードパス
- ホウシュウエイト
- マタドア
- マラキム[3]
- レッドアラート
- ロイヤルトルーン[5]

繁殖牝馬
- ニシノフラワー[6]
- ニシノハナグルマ
- ニシノナースコール

## 関連施設
- 西山牧場育成センター（北海道沙流郡日高町富川西）
- 西山牧場阿見分場（茨城県稲敷郡阿見町飯倉）
- 西山牧場江戸崎分場（茨城県稲敷市蒲ケ山）
- 西山牧場東京事務所（東京都港区赤坂）
- 旭川レーシングセンター（北海道旭川市宮下通） - 2018年3月閉鎖、跡地は旭川電気軌道に売却